# De Blauwe Roos
De Blauwe Roos (Russisch: Голубая роза, "Goloebaja roza") was een kring van Russische kunstschilders en beeldhouwers in de eerste twee decennia van de twintigste eeuw. Zij vormden de tweede golf van het Russisch symbolisme. De kunstenaarskring werd genoemd naar de tentoonstelling De Blauwe Roos die doorging in Moskou in 1907.

## Geschiedenis

### Ontstaan

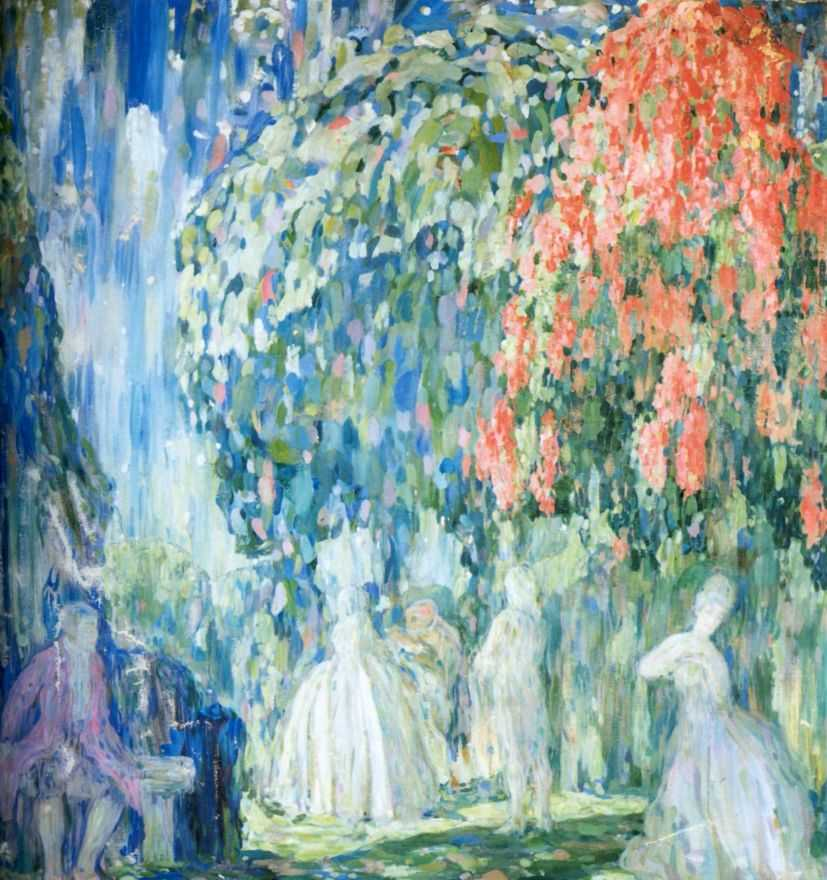
Avondfeest, Nikolaj Milioti, 1900 (Russisch Museum, Sint-Petersburg)

De tweede golf van het Russisch symbolisme ontstond rond de eeuwwisseling onder studenten van de School voor Schilderkunst, Beeldhouwkunst en Architectuur van Moskou. Zij verzetten zich tegen een artistieke opleiding die gebaseerd was op de principes van het naturalisme.
Een tweede bron voor de kunstenaarskring waren jonge kunstenaars uit Saratov. Deze stad met een kunstmuseum en een School voor Schone Kunsten was een van de artistieke centra van Rusland. Viktor Borissov-Moessatov, een verbindingsfiguur tussen de eerste en de tweede golf van het Russisch symbolisme was werkzaam in Saratov. De schilders Pavel Koeznetsov en Pjotr Oetkin en de beeldhouwer Aleksandr Matvejev werden leidende figuren van de De Blauwe Roos.
In 1904 vond in Saratov de tentoonstelling De Rode Roos plaats met het werk van Russische symbolistische schilders. Zo werd de roos een symbool van de kunstenaarskring. De kleur blauw werd door de jonge kunstenaars als spiritueel aanzien en kwam veel voor in hun werk. Deze kleur was ook een verwijzing naar De blauwe vogel van de Belgische schrijver Maurice Maeterlinck, een theaterstuk dat in 1908 in Moskou in première ging en dat de Russische symbolisten erg bewonderden.
Het symbolistische tijdschrift Het Gulden Vlies werd spreekbuis van De Blauwe Roos.

### Tentoonstelling De Blauwe Roos

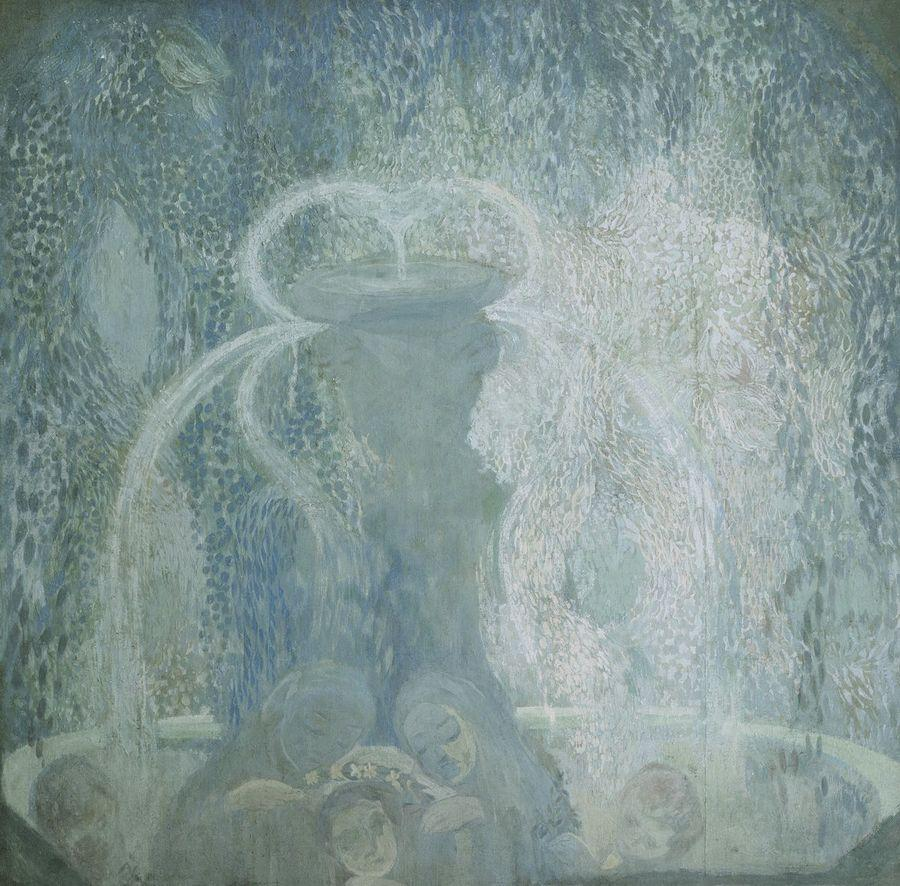
Blauwe fontein, Pavel Koeznetsov, 1905

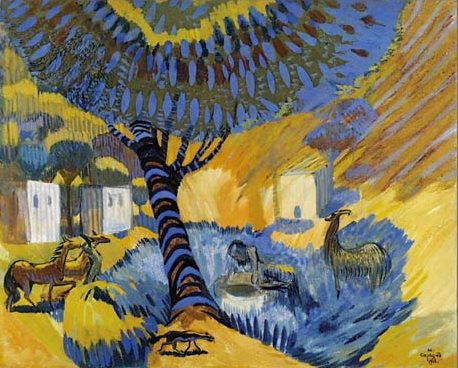
Bij de bron. Hete dag, Martiros Sarjan, 1908

In maart en april 1907 werd de enige gezamenlijke tentoonstelling van de leden van De Blauwe Roos georganiseerd. Deze tentoonstelling ging door in de tegelfabriek van M. S. Koeznetsov in de Mjasnitskaja-straat en werd gefinancierd door kunstmecenas Nikolaj Rjaboesjinski, die ook de uitgever was van Het Gulden Vlies. Er was bijzondere aandacht besteed aan de beleving van de bezoeker van de tentoonstelling: er lagen vloerkleden om het geluid van voetstappen te dempen en er werd zachte muziek gespeeld. De wanden waarop de schilderijen hingen waren blauwgrijs geschilderd en verspreid stonden beeldhouwwerken. De kunstenaars wilden via deze tentoonstelling "de uitgedoofde ogen van de mensheid weer doen oplichten".

### Na 1907
Ook na de tentoonstelling in Moskou bleef de kring bestaan. De kunstenaars hielden dezelfde principes aan maar hun kunst evolueerde met de tijdsgeest. Sommigen evolueerden meer in de richting van het realisme zonder te vervallen in het naturalisme van de 19e eeuw waartegen ze zich hadden afgezet. Anderen zoals Nikolaj Krymov en Sergej Soedejkin, evolueerden in de richting van het neoprimitivisme. Er kwamen nauwere contacten met kunstenaars in Frankrijk. In 1908, 1909 en 1910 werden tentoonstellingen georganiseerd in Moskou onder de titel Het Gulden Vlies waarbij ook werk van Franse kunstenaars werd getoond. De kunstenaarskring viel uiteen in 1917.

### Waardering
Na de Russische Revolutie werd de kunst van De Blauwe Roos door de sovjets verworpen als buitenlands en burgerlijk. De kunst werd grotendeels genegeerd en het duurde tot het einde van de 20e eeuw vooraleer er studies aan deze beweging in het Russisch symbolisme werden gewijd. In 2005-2006 werd er in het kader van Europalia een dubbeltentoonstelling aan De Blauwe Roos en het Russisch symbolisme gewijd: van 13 oktober 2005 tot 5 februari 2006 in het Gemeentelijk Museum van Elsene en van maart tot april 2006 in het Tretjakovmuseum in Moskou.

## Leden
Zestien kunstenaars, allen van eenvoudige komaf, worden gerekend tot De Blauwe Roos.
- Anatoli Arapov (1876-1949)
- Pjotr Bromirsky (1886-1919)
- Vladimir Drittenpreys (1878-1916)
- Nikolaj Feofilaktov (1876-1941)
- Artur Fonvizin (1883-1973)
- Ivan Knabe (1879-1910)
- Pavel Koeznetsov (1878-1968)
- Nikolaj Krymov (1884-1958)
- Aleksandr Matvejev (1878-1960)
- Nikolaj Milioti (1874-1962)
- Vasili Milioti (1875-1943)
- Pjotr Oetkin (1877-1934)
- Koezma Petrov-Vodkin (1878-1939)
- Nikolaj Rjaboesjinski (1877-1951)
- Nikolaj Sapoenov (1880-1912)
- Martiros Sarjan (1880-1972)
- Sergej Soedejkin (1882-1946)

## Kenmerken
In tegenstelling tot de eerste golf van het Russisch symbolisme, was De Blauwe Roos geen losse verzameling van beeldende kunstenaars met elk een eigen esthetische taal. De leden van De Blauwe Roos streefden ernaar een esthetisch systeem met algemene beginselen van de symbolische kunst te creëren. Zo kende deze tweede golf meer stijleenheid en gezamenlijke thema's en motieven.
De invloeden van de kunstenaars van De Blauwe Roos waren de schilders van het Frans symbolisme en de Russische symbolistische schrijvers zoals Aleksandr Blok, Valerii Brjusov en Vjatsjeslav Ivanov.
In de symbolistische methode was kleur het belangrijkste expressiemiddel. Maar ook de beweging en de werveling waren belangrijke elementen in hun kunst.
Gemeenschappelijke thema's waren de vrouw als kanaal tot transcendentie en het kind als symbool van het onbewuste.